# غويانا الفرنسية
غويانا الفرنسية (بالفرنسية: Guyane française)، المعروفة رسميًا باسم غويان (بالفرنسية: Guyane) هي أحد أقاليم ما وراء البحار الفرنسية، تقع على الساحل الشمالي لأمريكا الجنوبية ولها حدود مع دولتي البرازيل وسورينام. تعتبر غويانا الفرنسية، كما باقي أقاليم ما وراء البحار، إحدى أقاليم فرنسا المائة، وعملتها اليورو.
تبلغ مساحة غويانا الفرنسية حوالي 83,534 كيلومترًا مربعًا، وهي قليلة السكان، حيث يعيش أقل من 3 أشخاص في كل كيلومتر مربع. يقطن حوالي نصف السكان، الذين وصل عددهم لحوالي 000 301 نسمة في سنة 2022.، يقطنون الضواحي المحيطة بمنطقة المدينة الرئيسية، كايين. تمت إضافة صفة الفرنسية لهذه المنطقة خلال العصر الاستعماري، أي في الفترة حيث كانت توجد ثلاث مستعمرات تحمل ذات الاسم: غويانا البريطانية (الآن غويانا)، وغويانا الهولندية (الآن سورينام) وغويانا الفرنسية. وما زال يشار إلى ثلاثتها بوصفها غويانا في الكثير من الأحيان.
يعود تاريخ غويانا الفرنسية المكتوب إلى القرن الخامس عشر عندما راد كريستوفر كولومبوس شواطئها للمرة الأولى، وقد توالى على حكم المنطقة والسيطرة عليها 4 إمبراطوريات أوروبية كبرى هي البرتغال وفرنسا وبريطانيا وهولندا، إلا أن الغلبة في نهاية المطاف كانت لفرنسا التي جعلت من غويانا إقليمًا تابعًا لها فيما بعد.
تتميز غويانا الفرنسية بتنوعها البشري والطبيعي، فقد سكنت المنطقة عبر العصور شعوب مختلفة واختلطت مع بعضها البعض لتُشكل أصل الشعب الغوياني الحالي، فأول من سكنها كان الأمريكيون الأصليون، ثم تلاهم الأوروبيون الذين أحضروا بدورهم الزنوج الأفارقة ليعملوا كعبيد في مزارعهم، وبعد أن حرّمت فرنسا العبودية، تم تحرير هؤلاء ليسكنوا الأدغال الفاصلة بين مناطق السكان الأصليين والأوروبيين، فاختلطوا مع كليهما مع مر السنين. وفي وقت لاحق قدمت غويانا الفرنسية أعداد من الآسيويين من صينيين وهمونغ وهنود شرقيين واستقرت بالعاصمة كايين حيث عمل أغلب أفرادها بالتجارة. ومما يميز غويانا الفرنسية أيضًا، تنوعها الأحيائي، إذ يُقدر عدد أنواع الثدييات والطيور والحشرات والأسماك فيها بأكثر من ذلك الخاص بفرنسا ذاتها، بل بفرنسا وباقي أقاليم ما وراء البحار التابعة لها، أما الأشجار فهي تفوق كذلك جميع تلك الأقاليم بثرائها، على الرغم من أن تربة غويانا فقيرة بالمغذيات الضرورية لنمو أي غابة، ويُرجح بعض العلماء نمو الأشجار والنباتات بهذه الكثافة إلى بعض الأنشطة الإنسانية الزراعية التي قام بها السكان الأصليون في القدم وأدّت إلى تخصيب مساحات شاسعة من الأراضي.

## التاريخ

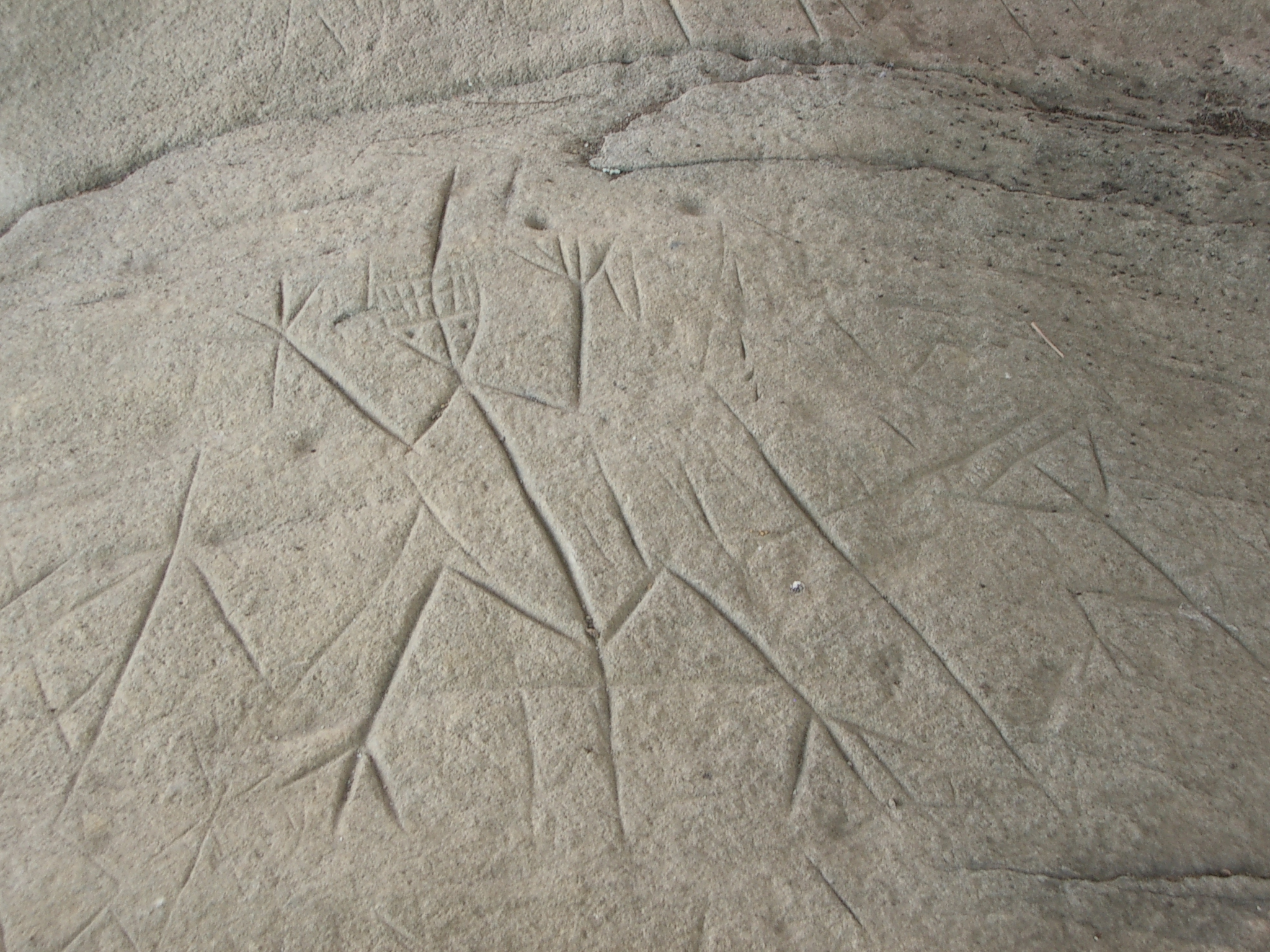
نقش حجري لإحدى قبائل الأمريكيين الأصليين، إحدى أقدم الوثائق التي تفيد باستيطان البشر لغويانا الفرنسية منذ القدم.

يعود تاريخ غويانا الفرنسية، غير المكتوب، لقرون عديدة قبل وصول أول الأوروبيين. استوطنت تلك المنطقة بادئ الأمر من قبل الأمريكيين الأصليين، الذين انتموا لقبائل عديدة منها: الكاريب، الأراواك، الأمريلون، الغاليبي، الباليكور، الوايامبي، والوايانا. أما الأوروبيين فلم يصلوا تلك الناحية من العالم إلا قبيل سنة 1500 بقليل، عندما ارتاد كريستوفر كولومبوس سواحل الأمريكيتين وجزرها.

### بداية التدخل الأوروبي
بعد اكتشاف ساحل غويانا من قبل كريستوفر كولومبوس سنة 1498، بدأت أول المستوطنات الفرنسية بالظهور بمنطقة كايين سنة 1503، وبعد ذلك بحوالي قرن، أي في سنة 1604، أخذت مستعمرة غويانا اسم فرنسا الاعتدالية، لكن الأخيرة اضطرت إلى التنازل عنها لصالح البرتغال التي كانت قد اعتبرت قيام مستعمرة فرنسية في أمريكا الجنوبية حيث الأراضي المقتسمة بينها وبين إسبانيا، خرقًا لمعاهدة توردسيلاس، التي وقعتها الإمبراطوريتين سالفتا الذكر واقتسمت فيها الأراضي المكتشفة حديثًا.
عاد الفرنسيون لاستعمار المنطقة خلال القرن السابع عشر (1036هـ- 1626 م) وذلك بعد انهيار الإمبراطورية البرتغالية، وبحلول سنة 1643 كانوا قد استطاعوا إنشاء مستعمرة في كايين إلى جانب بعض المزارع الصغيرة، لكن محاولتهم هذه أيضًا باءت بالفشل بسبب الهجومات المستمرة للسكان الأصليين، فاضطروا والحال هذه إلى هجر المنطقة مرة جديدة. استولت شركة الهند الغربية الهولندية على تلك المنطقة سنة 1658 في محاولة لإنشاء مستعمرة كايين الهولندية، لكنهم ما أن أخذوا بتطبيق خطتهم حتى رجع الفرنسيون سنة 1664 وقاموا بتأسيس مستعمرة جديدة في سيناماري، ما لبث الهولنديون أن هاجموها في سنة 1665، وقاموا بتدميرها. استولى البريطانيون على المنطقة في سنة 1667، لكن بعد إبرام معاهدة بريدا بتاريخ 31 يوليو من نفس العام، أعيدت جميع الأراضي إلى فرنسا مجددًا. عاد الهولنديون واستولوا على المنطقة لفترة قصيرة في سنة 1676، قبل أن يسترجعها الفرنسيون منهم.

### تدعيم الحكم الفرنسي

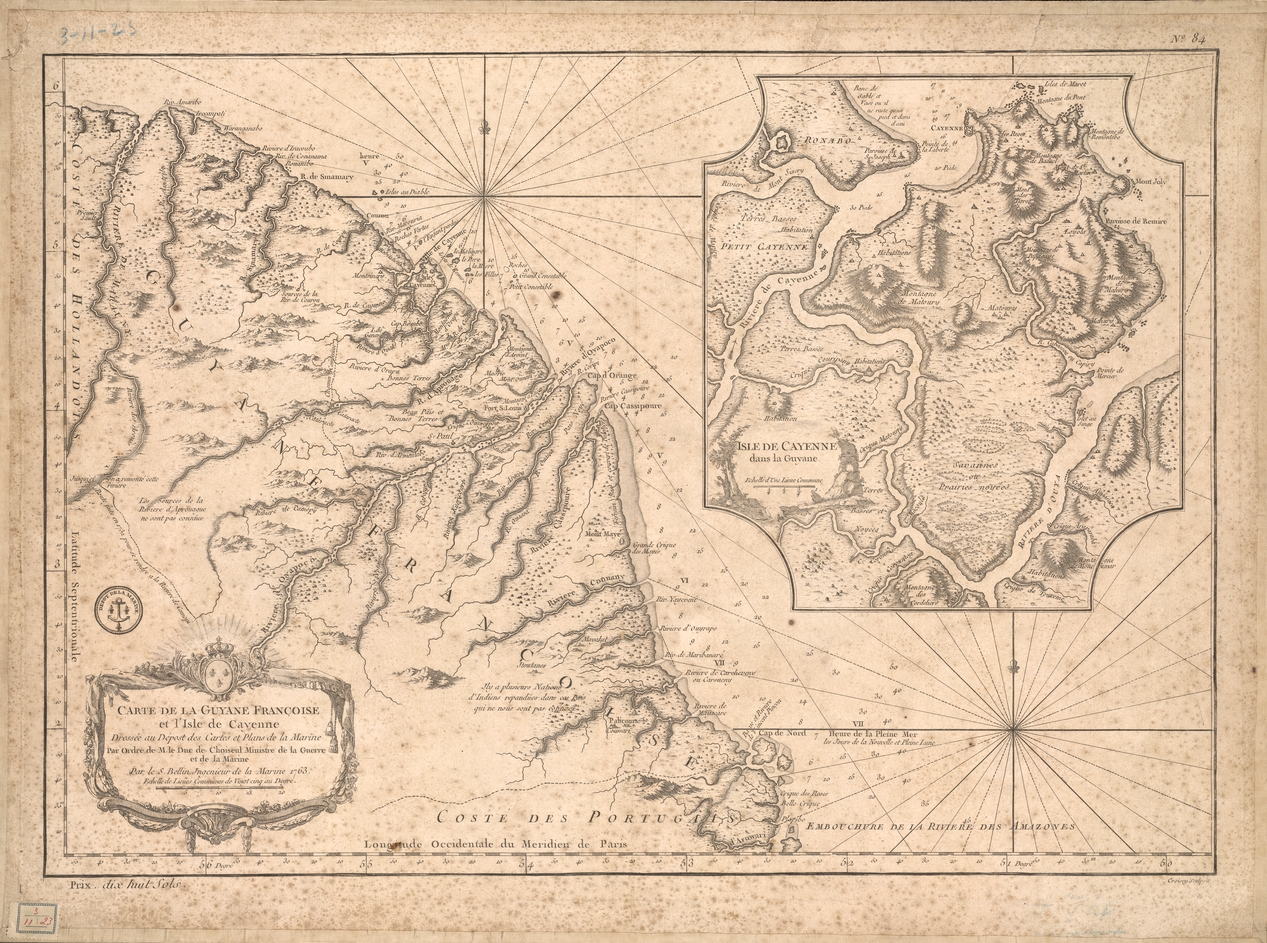
خريطة لغويانا الفرنسية وجزيرة كايين من سنة 1793، بيد جاك نيقولا بيلن.

بعد إبرام معاهدة باريس سنة 1763، التي انتزعت من فرنسا جميع مستعمراتها في الأمريكيتين عدا غويانا وبعض الجزر، أرسل الملك لويس الخامس عشر آلاف المستوطنين إلى غويانا ليقطنوها، وقد استُدرج معظم هؤلاء إلى تلك الناحية من العالم عن طريق الروايات القائلة بوجود كميات طائلة من الذهب هناك وأن المرء قادر على تكوين ثروات هائلة لا يحلم بها في وطنه الأم. لكن ما اكتشفه الفرنسيون كان مغايرًا تمامًا لما اعتقدوه، فقد تعاون المناخ الحار والأمراض الاستوائية والسكان الأصليين على إبادة الأغلبية الساحقة منهم ولم ينجُ سوى بضع مئات صمدوا حتى سنة ونصف من وصولهم. وما لبث هؤلاء أن هجروا البر الرئيسي إلى 3 جزر قبالة الشاطئ أطلقوا عليها جميعها تسمية «جزر الخلاص» (بالفرنسية: Îles du Salut)، وعلى كل جزيرة منها اسمًا خاصًا، فحملت الكبرى اسم «الجزيرة الملكية» (بالفرنسية: Île Royale) والثانية «جزيرة القديس يوسف» (بالفرنسية: Île Saint-Joseph)، أما الأخيرة المحاطة بتيارات مائية عنيفة، فحملت اسم «جزيرة الشيطان» (بالفرنسية: Île du Diable). وعندما عاد هؤلاء المستوطنون إلى ديارهم في فرنسا، كان لرواياتهم الرهيبة صدىً بعيدًا في جميع أنحاء البلاد.
وفي سنة 1794، أعدم أعضاء المؤتمر الوطني الفرنسي القائد الثوري ماكسمليان روبسبير لحسابات سياسية، ونفوا 193 شخصًا من أتباعه إلى غويانا الفرنسية. وبحلول سنة 1797، أُرسل الفريق أول شارل بيغارو مع عدد من المفوضين والصحفيين إلى تلك المستعمرة بسبب تخطيطه القيام بانقلاب على حكومة الإدارة التي خلفت المؤتمر الوطني، فاكتشف أن المرحلين البالغ عددهم 193 شخصًا، والذين كانوا قد أرسلوا إلى هناك قبل 3 سنوات، قد تناقص عددهم ليصل إلى 54 شخص فقط، حيث كان 11 رجلاً قد هرب، وتوفي الباقين جرّاء الحمى وغيرها من الأمراض. استطاع بيغارو الهرب إلى الولايات المتحدة في وقت لاحق، ثم عاد إلى فرنسا حيث قُبض عليه وأعدم بسبب عزمه قيادة عصيان موجه ضد القنصل نابليون الأول.
نشطت تجارة الرق في وقت لاحق من ذلك القرن، حيث أخذ بعض ملاّك الأراضي الموجودة قرب الأنهار الخالية من الأمراض بإحضار الزنوج من أفريقيا للعمل في فلاحة حقولهم وبساتينهم، فنشطت تجارة السكر والخشب الصلب والفلفل الحريف وغيره من التوابل، الأمر الذي جعل المستعمرة تزدهر للمرة الأولى في تاريخها. انتشرت المزارع بعد هذا الازدهار وأحاطت بالعاصمة كايين، وكان البعض منها شاسعًا للغاية ويحتاج لآلاف العبيد للعمل فيه.

### القرن التاسع عشر وعصر العقوبات
أقدمت البرتغال وبريطانيا سنة 1809 على احتلال غويانا الفرنسية بأسطول مكون من سفن حربية مشتركة، وضمها إلى الممتلكات البرتغالية في البرازيل. أعيدت المنطقة فيما بعد إلى فرنسا بعد توقيع معاهدة باريس عام 1814، إلا أن الوجود البرتغالي استمر قائمًا حتى سنة 1817م.
وفي سنة 1848 ألغت فرنسا نظام الرق، ولما لم يكن المجتمع المحلي قد تقبل بعد عيش الزنوج بينهم، اتجه هؤلاء إلى الغابات المطيرة حيث أسسوا عددًا من القرى المشابهة لقراهم في وطنهم الأم بأفريقيا، فكانوا بذلك قد رسموا خطًا فاصلاً بين الأوروبيين الذين قطنوا السواحل، والسكان الأصليين الذين عاشوا في عمق الأدغال. وبعد مغادرة العبيد السابقين، الذين عرفوا فيما بعد باسم «المارون»، لمزارعهم، عادت الأشجار البرية لتنموا مكان المحاصيل وسرعان ما غطتها بالكامل، الأمر الذي أدى لإفلاس الكثير من أصحاب الأراضي وخسارتهم ثرواتهم. وفي سنة 1850 أحضر العديد من الهنود والصينين والملاويين للعمل في المزارع وإحيائها من جديد، لكن أولئك فضلوا فتح دكاكين وحوانيت خاصة بهم في كايين وغيرها من المستعمرات.

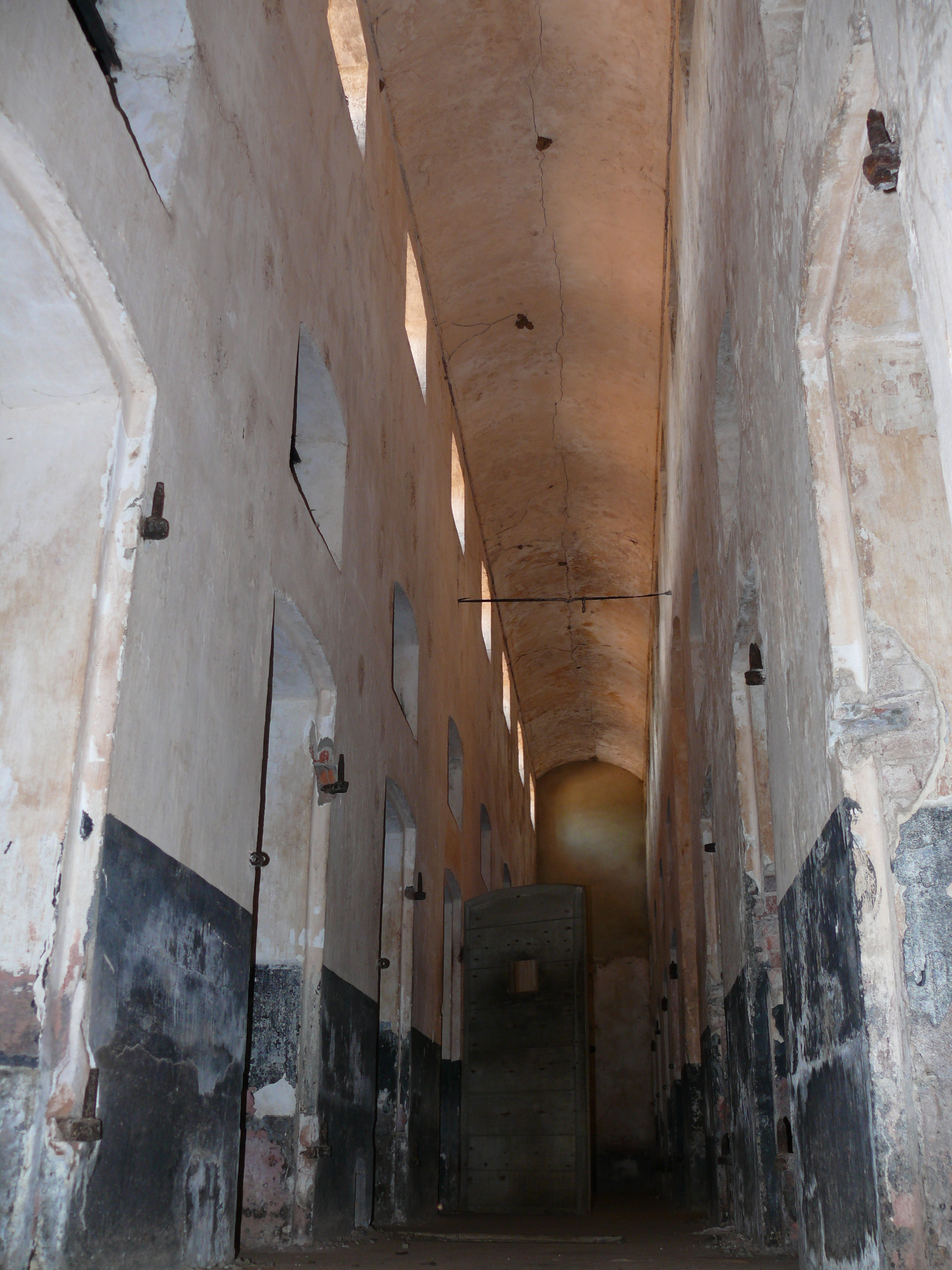
رواق مبنى السجن على الجزيرة الملكية.

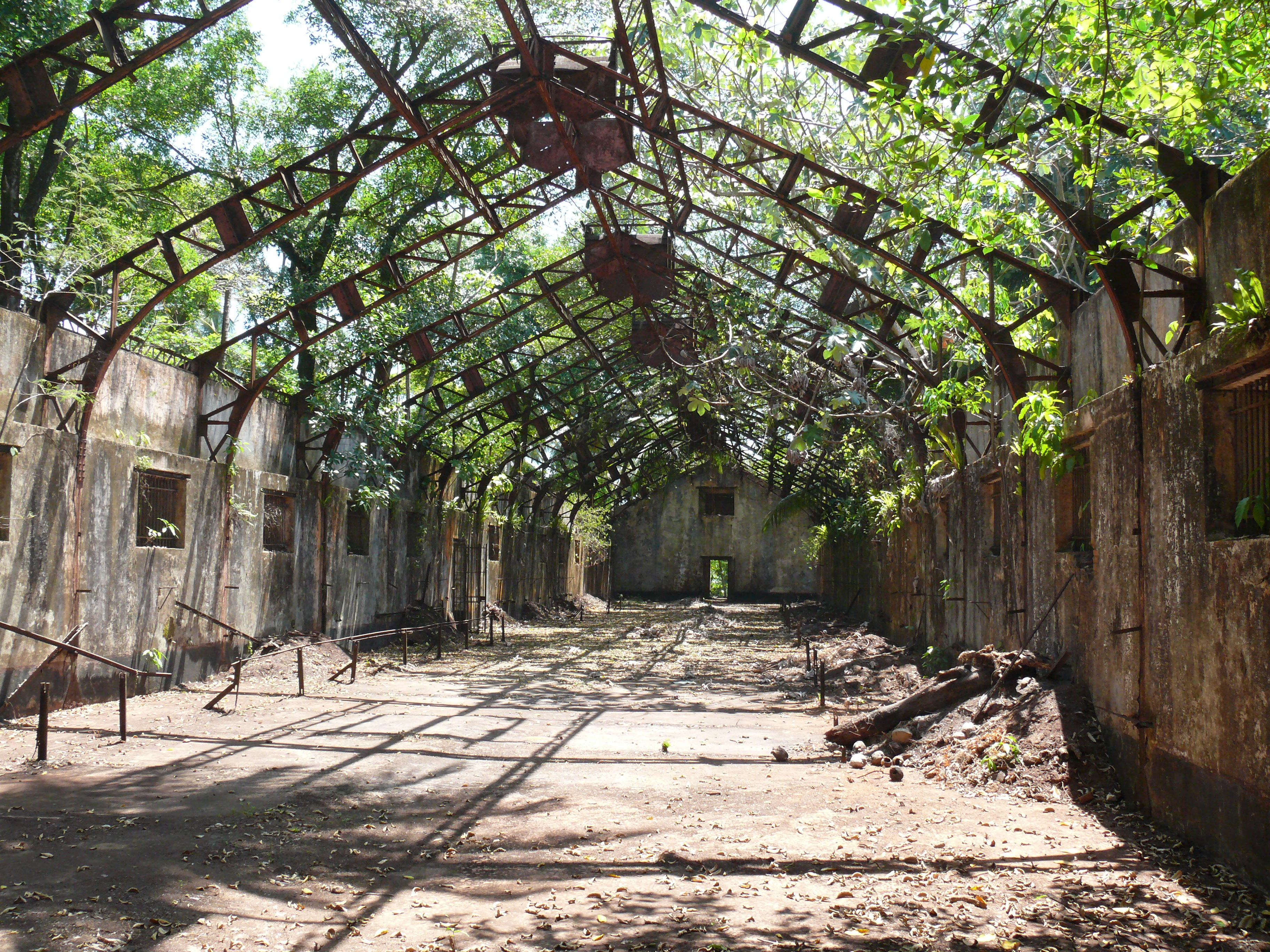
مبنى السجن السابق على جزيرة القديس يوسف.

تم ترحيل أكثر من 70,000 من المدانين الفرنسيين إلى غويانا الفرنسية ما بين عاميّ 1852 و1939، ففي سنة 1852 وصلت السفينة الأولى حاملة الفوج الأول منهم، وفي سنة 1885 أصدر البرلمان الفرنسي قانونًا ينص فيه على أن أي مواطن فرنسي سواء كان رجلاً أم امرأة يُحكم عليه بأكثر من 3 عقوبات تزيد مدة كل منها عن 3 أشهر لارتكابه جرم سرقة، سوف «يُنبذ» إلى غويانا الفرنسية، وكانت الحكومة الفرنسية تقصد من وراء تشريع هذا القانون التخلص من المجرمين في سجونها وزيادة عدد سكان المستعمرة، لذا كان هؤلاء المنبوذين يقضون فترة سجن تصل إلى 6 أشهر في تلك المنطقة، قبل أن يُطلق سراحهم ليصبحوا مواطنين عاديين فيها. إلا أن هذه التجربة أثبتت فشلها الذريع، حيث لم يستطع الكثير من المجرمين أن يقوم سلوكه ويعيش حياةً طبيعية كمزارع أو تاجر، فارتد معظمهم إلى حياة الجريمة، واقتصد البعض الأخر في قوته ومعيشته إلى أن وافته المنية. يقول بعض المؤرخين أن إرسال المدانين إلى غويانا الفرنسية لم يكن إلا حكمًا مؤبدًا بالسجن، وغالبًا ما كانت مدة «العقوبة» قصيرة، حيث توفي الكثير من المساجين جرّاء الأمراض المختلفة التي لم تعتادها أجسادهم، وجرّاء سوء التغذية. كان المساجين يصلون بادئ الأمر إلى بلدية «سان لوران دو ماروني»، ثم يُنقلون إلى مخيمات اعتقال مختلفة في جميع أنحاء البلد. اشتهرت جزيرة الخلاص بإيوائها المجرمين السياسيين المحكوم عليهم بالحبس الانفرادي، وبقسوة العيشة فيها، وكذلك كان الحال بالنسبة لجزيرة الشيطان. ومن المساجين السياسيين المشهورين الذين أمضوا فترة سجن على تلك الجزر: ألفرد دريفوس، وهنري شاريه، الذي استطاع الهرب في وقت لاحق وكتب رواية يتحدث فيها عن تجربته، حملت عنوان «فراشة» (بالفرنسية: Papillon).
في أواخر القرن التاسع عشر نشأ نزاع على الحدود مع البرازيل بشأن مساحة واسعة من الغابات اكتشفت فيها مناجم للذهب، ما أدى إلى ظهور دولة مستقلة حملت اسم جمهورية غيانا المستقلة، في المنطقة المتنازع عليها، ولم تعترف أي من فرنسا أو البرازيل بها. انتهى الخلاف سالف الذكر لصالح البرازيل وذلك بعد أن تم تحكيم الحكومة السويسرية لفضه.

### القرن العشرين
أنشأ الفرنسيون مقاطعة «إنيني» سنة 1930 لضم معظم الأنحاء الداخلية لغويانا الفرنسية، قبل أن يعودوا لحلها سنة 1946. بعد سقوط فرنسا بأيدي النازيين أثناء الحرب العالمية الثانية، أعلنت الحكومة المحلية ولاءها لحكومة فيشي، على الرغم من التأييد الشعبي الواسع لشارل ديغول. أسقطت هذه الحكومة في وقت لاحق من قبل الحلفاء في شهر أغسطس من سنة 1944.
تغيير الوضع القانوني لغويانا الفرنسية عام 1946، عندما تحولت رسمياً من مستعمرة إلى إحدى أقاليم ما وراء البحار الفرنسية، فأخذت الحكومة المحلية تعمل على إغلاق المؤسسات العقابية الشهيرة، بما فيها تلك الموجودة على جزيرة الشيطان، بشكل تدريجي حتى انتهى أمرها كليًا في سنة 1951. وفي بادئ الأمر لم تسمح الحكومة إلا للمساجين القادرين على دفع ثمن تذكرة السفر بالعودة إلى فرنسا، فبقي الكثير منهم مشردًا في المستعمرة دون أن يقدر على العودة إلى وطنه. وقد عبّر عدد من الزائرين إلى موقع السجن السابق على الجزيرة في شهر ديسمبر من سنة 1954، عبروا عن صدمتهم جرّاء رؤية الأوضاع المزرية في مبنى الزنزانات الذي غدا مصحًا عقليًا للمساجين الذين أصيبوا بعقلهم، حيث كانت الغرف تحوي فتحات تهوئة شديدة الصغر في أعلى الجدران وتحت الأرض، ولم يكن وضع النزلاء أفضل حالاً عما كان عليه سابقًا، حيث استمرت معاملتهم كسجناء عوض التعامل معهم كمرضى، فكانت تُقدم لهم وجبة طعام واحدة في النهار، ولا تُراعى أوضاعهم الصحية كما يجب، الأمر الذي كان يؤدي إلى وفاة العديد منهم يوميًا.
عام 1964 تم اختيار كوروا لتكون موقع إطلاق للصواريخ، ويرجع ذلك أساسًا إلى موقعها الملائم بالقرب من خط الاستواء، فشرع المهندسون والخبراء ببناء مركز غويانا للفضاء حتى اكتمل بعد بضعة سنوات وبدأ العمل به في عام 1968. وفّر هذا المشروع فرص عمل محدودة للمحليين، أما الفنيون فكانوا أساساً من الأجانب. تم نشر مئات من الجنود في المنطقة لمنع حصول أي محاولة تخريب للموقع، وبهذا ساهم المشروع قليلا في الاقتصاد المحلي.
شهدت سنوات السبعينيات من القرن العشرين استقرار شعب الهمونغ اللاجئ من لاوس في مدينتي جافوهاي وكاكاو. وفي سنة 1976، أطلقت خطة تنموية سميت «الخطة الخضراء» (بالفرنسية: Plan Vert)، هدفت إلى تحسين مستوى الإنتاج، لكنها لم تحقق سوى نجاحًا محدودًا. اكتسبت الحركات الداعية للحكم الذاتي زخمًا خلال سنوات السبعينيات والثمانينيات تزامناً مع الشعبية المتزايدة للحزب الاشتراكي الغوياني، ولكنها تراجعت منذ ذلك الوقت، خصوصًا بعد قمع عدد من المظاهرات في سنوات 1996، 1997، و2000.

## الجغرافيا

### الموقع والتضاريس

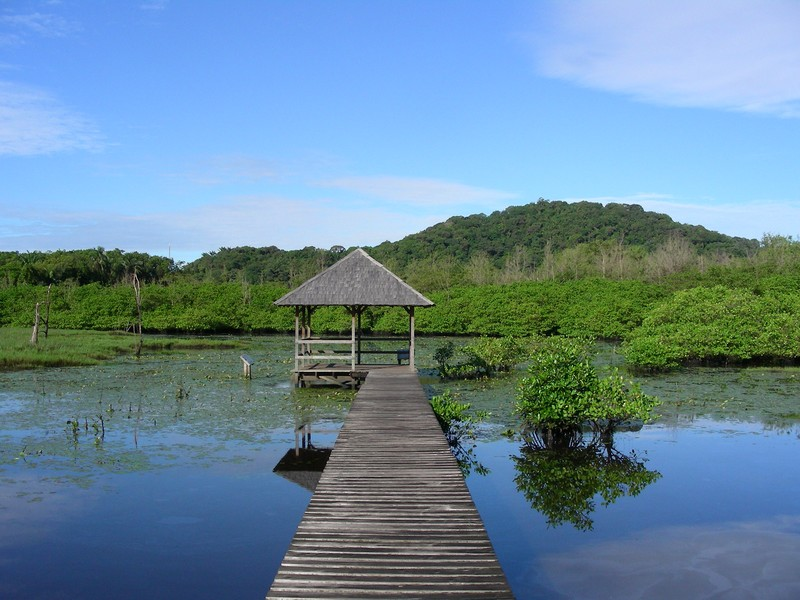
مناظر طبيعية لغابات ريمير-مونتجولي.

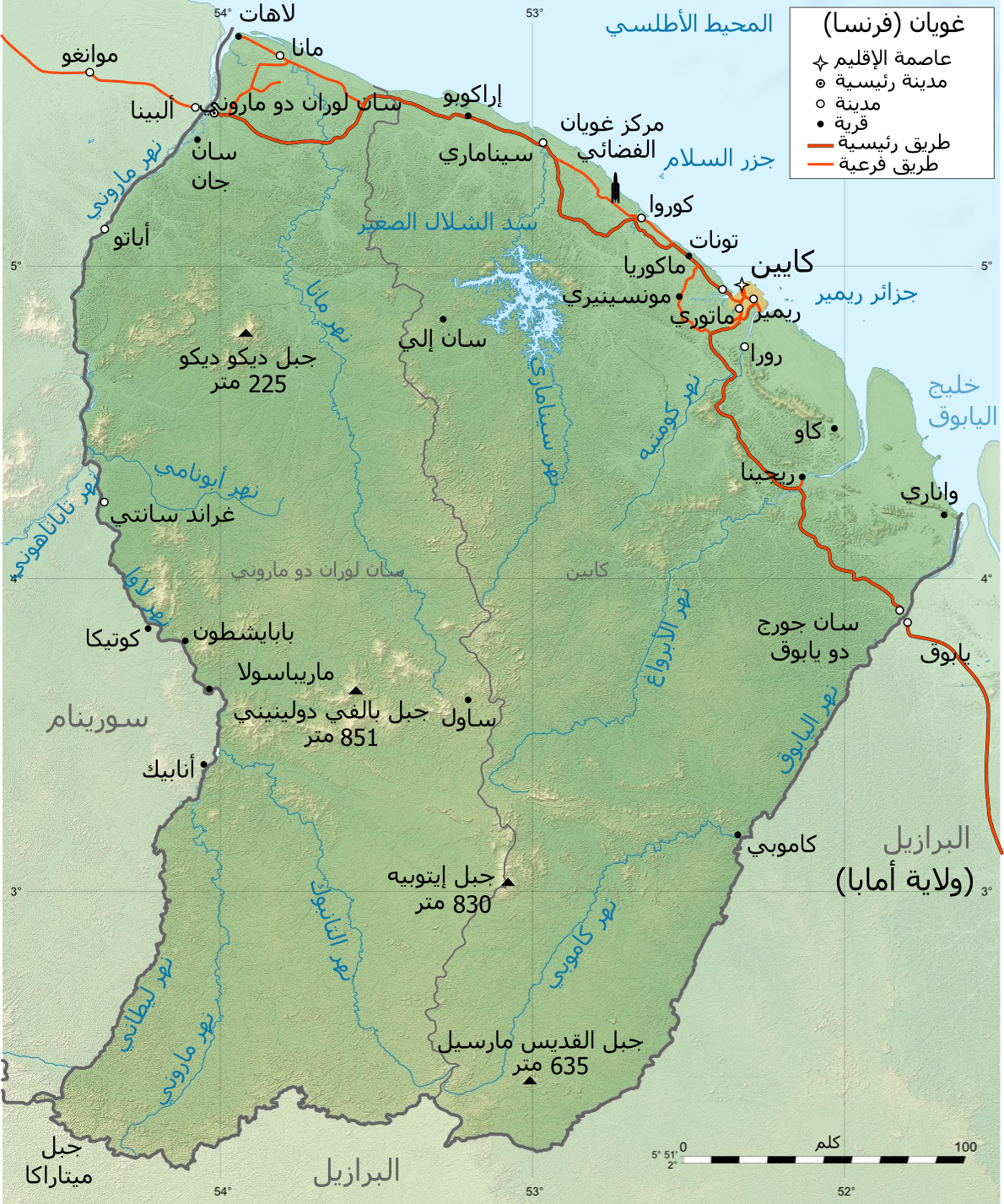
خريطة جغرافية لغويانا الفرنسية.

على الرغم من الصلات الثقافية مع الأقاليم الناطقة بالفرنسية في منطقة الكاريبي، فإن غويانا الفرنسية لا تعتبر جزءًا من هذه المنطقة الجغرافية، لأن البحر الكاريبي يقع في واقع الأمر على بعد عدة مئات من الكيلومترات غربًا إلى ما بعد قوس جزر الأنتيل الصغرى.
تتكون غويانا من منطقتين جغرافيتين رئيسيتين: الشريط الساحلي حيث تعيش غالبية السكان، والغابات المطيرة صعبة الاختراق التي ترتفع شيءًا فشيئًا لتغطي قمم جبال توماك-هوماك المتواضعة الممتدة على طول الحدود البرازيلية.
أعلى قمة في غويانا الفرنسية هي بالفي دولينيني (851 م)، كما توجد قمم أخرى تضم: جبل ماشالو (782 م)، قمة كودرو (711 م)، جبل القديس مارسيل (635 م)، جبل فافارد (200 م)، وجبل ماهوري (156م). تقع جزر الخلاص الثلاثة قبالة سواحل الإقليم، وهي تضم: جزيرة الشيطان وجزر القائد العام المعزولة الممتدة على طول الساحل البرازيلي، والتي تشكل ملجًأ مفضلاً للطيور.
في غويانا عدد من الأنهر الصغيرة، وقد بني على أحدها في شمال البلاد سدًا يُعرف باسم سد الشلال الصغير (بالفرنسية: Barrage de Petit-Saut) فتشكلت بحيرة اصطناعية توفر الطاقة الكهرمائية.
أصبحت غابات الأمازون الواقعة في الجزء النائي من غويانا، إحدى حدائق فرنسا الوطنية التسع اعتبارًا من عام 2007، وتبلغ مساحة حديقة غويانا الأمازونية 33,900 كيلومتر مربع (13,090 ميل مربع) وتقع ضمن بلديات كاموبي، ماريباسولا، بابايشطون، سان إلي وساول.

### المناخ
مناخ غويانا الفرنسية استوائي مع درجة حرارة ثابتة تقريبًا، يبلغ حدها الأدنى 22 درجة مئوية وحدها الأقصى 36 درجة مئوية. أما الميزة الأساسية فهي الرطوبة النسبية بمعدل نادرًا ما يقل عن 80%. تتراوح نسبة الأمطار بين 2500 و4000 ميليمتر في السنة، ويُلاحظ شحها شيءًا فشيئًا عند الاتجاه غربًا وعلى وجه الخصوص نحو الداخل. اعتماداً على العوامل سابقة الذكر، يمكن تقسيم مواسم غويانا الفرنسية إلى:
| - موسم الأمطار الصغير الذي يمتد من شهر ديسمبر حتى فبراير. - صيف مارس الصغير. | - موسم الأمطار الكبير الذي يمتد من شهر أبريل حتى يوليو. - موسم الجفاف الطويل الممتد من شهر أغسطس حتى ديسمبر. |

تتعرض غويانا لرياح من القطاع الشرقي، ولكنها لا تعرف الأعاصير.
| البيانات المناخية لـغويانا الفرنسية (كايين) | البيانات المناخية لـغويانا الفرنسية (كايين) | البيانات المناخية لـغويانا الفرنسية (كايين) | البيانات المناخية لـغويانا الفرنسية (كايين) | البيانات المناخية لـغويانا الفرنسية (كايين) | البيانات المناخية لـغويانا الفرنسية (كايين) | البيانات المناخية لـغويانا الفرنسية (كايين) | البيانات المناخية لـغويانا الفرنسية (كايين) | البيانات المناخية لـغويانا الفرنسية (كايين) | البيانات المناخية لـغويانا الفرنسية (كايين) | البيانات المناخية لـغويانا الفرنسية (كايين) | البيانات المناخية لـغويانا الفرنسية (كايين) | البيانات المناخية لـغويانا الفرنسية (كايين) | البيانات المناخية لـغويانا الفرنسية (كايين) |
| الشهر                                       | يناير                                       | فبراير                                      | مارس                                        | أبريل                                       | مايو                                        | يونيو                                       | يوليو                                       | أغسطس                                       | سبتمبر                                      | أكتوبر                                      | نوفمبر                                      | ديسمبر                                      | المعدل السنوي                               |
| ------------------------------------------- | ------------------------------------------- | ------------------------------------------- | ------------------------------------------- | ------------------------------------------- | ------------------------------------------- | ------------------------------------------- | ------------------------------------------- | ------------------------------------------- | ------------------------------------------- | ------------------------------------------- | ------------------------------------------- | ------------------------------------------- | ------------------------------------------- |
| متوسط درجة الحرارة الكبرى °ف                | 91                                          | 93                                          | 91                                          | 91                                          | 91                                          | 93                                          | 93                                          | 97                                          | 97                                          | 97                                          | 95                                          | 93                                          | 94                                          |
| متوسط درجة الحرارة الصغرى °ف                | 73                                          | 73                                          | 73                                          | 73                                          | 73                                          | 73                                          | 73                                          | 72                                          | 72                                          | 72                                          | 72                                          | 73                                          | 73                                          |
| الهطول إنش                                  | 15                                          | 13                                          | 15                                          | 15                                          | 20                                          | 15                                          | 7.9                                         | 3.9                                         | 1.6                                         | 2.0                                         | 4.7                                         | 11                                          | 124.1                                       |
| متوسط درجة الحرارة الكبرى °م                | 33                                          | 34                                          | 33                                          | 33                                          | 33                                          | 34                                          | 34                                          | 36                                          | 36                                          | 36                                          | 35                                          | 34                                          | 34                                          |
| متوسط درجة الحرارة الصغرى °م                | 23                                          | 23                                          | 23                                          | 23                                          | 23                                          | 23                                          | 23                                          | 22                                          | 22                                          | 22                                          | 22                                          | 23                                          | 23                                          |
| الهطول سم                                   | 38                                          | 32                                          | 38                                          | 38                                          | 51                                          | 39                                          | 20                                          | 10                                          | 4                                           | 5                                           | 12                                          | 29                                          | 316                                         |
| المصدر:                                     |                                             |                                             |                                             |                                             |                                             |                                             |                                             |                                             |                                             |                                             |                                             |                                             |                                             |

### التقسيم الإداري
تقسم غويانا الفرنسية إلى دائرتين، 19 كانتونًا (غير مبينة هنا)، و22 بلدية:

## الاقتصاد

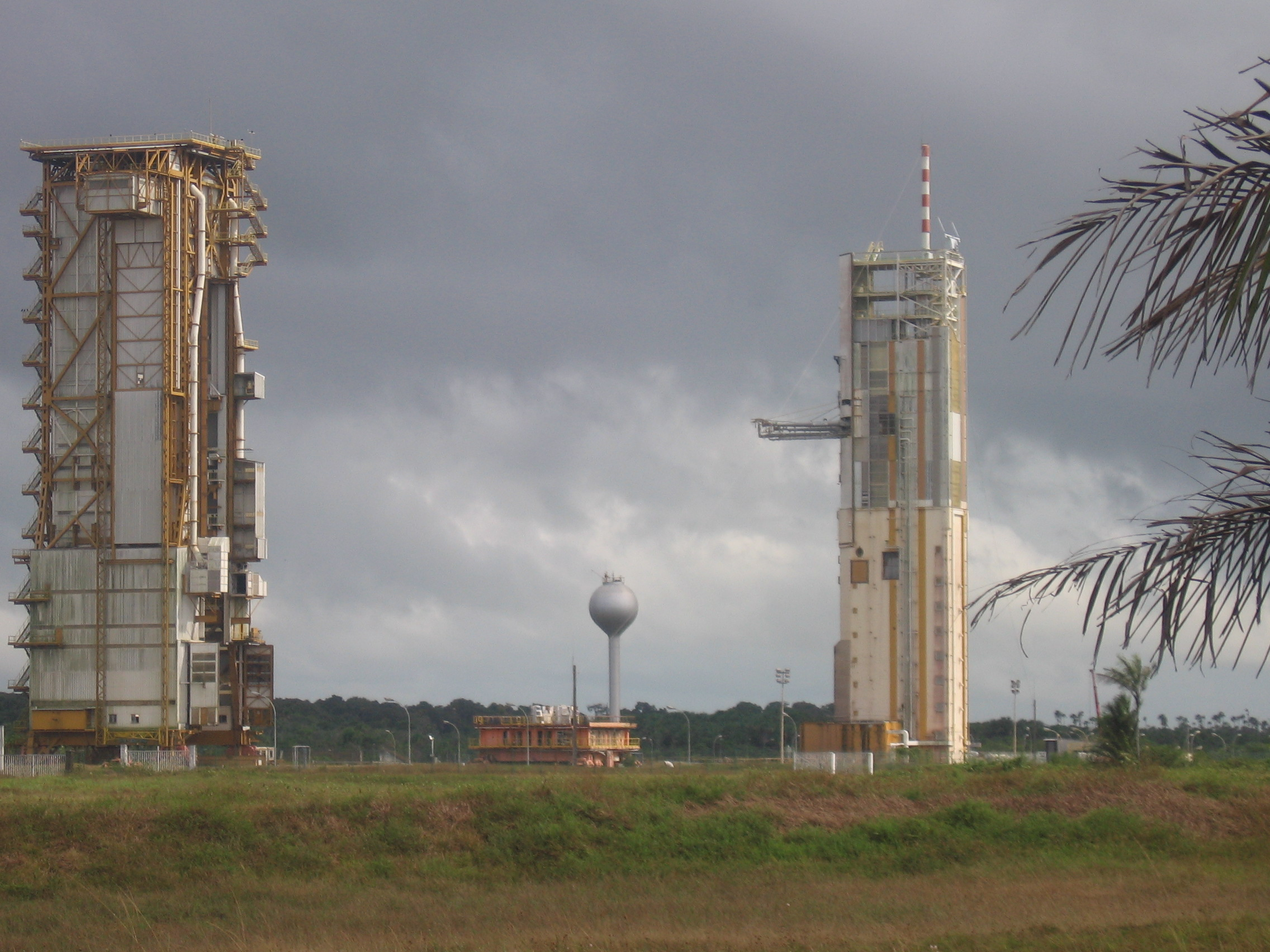
إيلا 2 الخارجة من الخدمة الآن - مجمع إطلاق أريان 2 وأريان 4 (موقع الإطلاق).

تعتمد غويانا الفرنسية اعتمادًا كبيرًا على الإعانات الفرنسية، والتبادل التجاري للسلع مع فرنسا. تعتبر الصناعة الغويانية ضعيفة إجمالاً، إذ يُشكل صيد السمك الصناعة الأساسية في البلاد، حيث يمثل إنتاجه ثلاث أرباع الصادرات إلى الخارج، إلا أن ما يستغل من الثروة السمكية يمثل حصة ضئيلة من هذا المورد، رغم ثروة البلاد الكبيرة من الأسماك. وهناك بعض الصناعات التحويلية مثل استخراج الذهب والتحطيب، بالإضافة إلى مركز غويانا للفضاء في كوروا الذي يمثل 25% من إجمالي الناتج المحلي ويؤمن وظائف لحوالي 1700 شخص.
يُعد القطاع الزراعي قطاعًا متخلفًا إلى حد كبير في غويانا الفرنسية، إذ لا يساهم إلا بنسبة 5% من الناتج المحلي الإجمالي، بما أن النشاط الزراعي يقتصر أساسًا على المنطقة الساحلية، ويتركز حول السكر والموز الذين يشكلان أهم المحاصيل النقدية المزروعة. أما القطاع السياحي، وبالأخص السياحة البيئية، فهو في نمو مطرد. تمثل البطالة مشكلة كبيرة، إذ أن معدلاتها تتراوح بين 20 و30%.
وصل معدل الناتج المحلي الإجمالي للفرد الواحد من غويانا الفرنسية إلى 13,800 يورو (17,380 دولار أمريكي) في عام 2006، أي ما كان يمثل 48% من الناتج المحلي الإجمالي للفرد الواحد في البلد الأم فرنسا في نفس السنة. وفي سنة 2008 عاد هذا المعدل للارتفاع مجددًا فوصل إلى 14,204 يورو (20,904 دولار أمريكي) فشكل بهذا أعلى معدلات الناتج المحلي الإجمالي للفرد في أمريكا الجنوبية، ومثّل 47% من الناتج المحلي الإجمالي للفرد الواحد في فرنسا ذلك العام.
|                 | 1999 | 2000 | 2001 | 2002 | 2003 | 2004 | 2005 | 2006 | 2007 |
| --------------- | ---- | ---- | ---- | ---- | ---- | ---- | ---- | ---- | ---- |
| غويانا الفرنسية | 64   | 53   | 60   | 60   | 56   | 52   | 53   | 50   | 49   |
| فرنسا           | 115  | 115  | 116  | 116  | 112  | 110  | 111  | 109  | 108  |

## التركيبة السكانية

### المجموعات العرقية

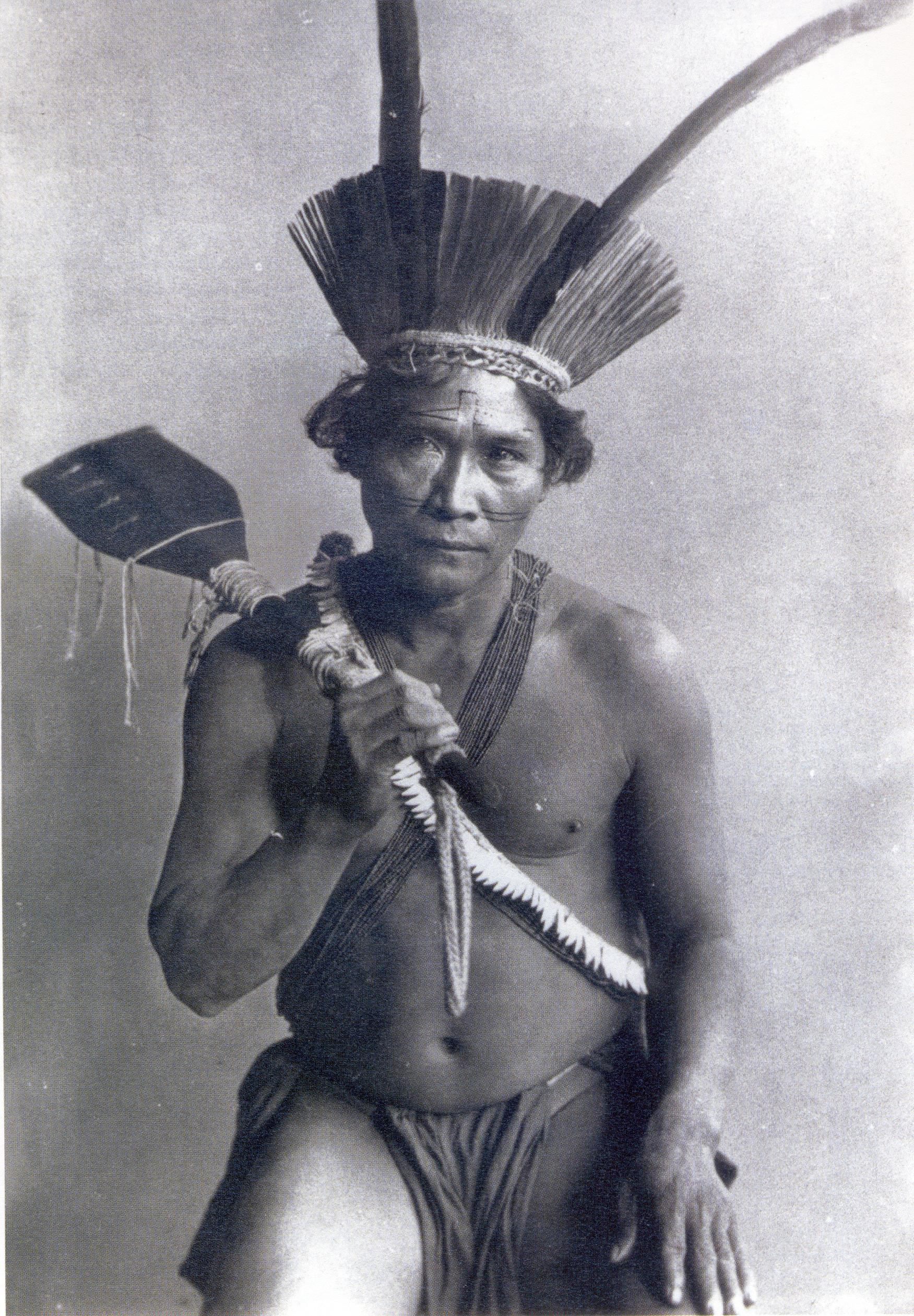
رجل من الكالينا.

وصل عدد سكان غويانا الفرنسية إلى 221,500 نسمة وفقًا لإحصاء شهر يناير سنة 2008، وهم يشكلون مجموعات عرقية مختلفة، ويعيش غالبيتهم على الشريط الساحلي للبلاد. تبين في إحصاء عام 1999 أن 54.4% من سكان غويانا الفرنسية ولدوا فيها، و 11.8% ولدوا في فرنسا، 5.2% ولدوا في أقاليم فرنسا الكاريبية (غوادلوب ومارتينيك) و 28.6% ولدوا في بلاد أجنبية، أبرزها البرازيل، سورينام، وهايتي).
تختلف تقديرات النسب المئوية للتكوين العرقي لسكان غويانا الفرنسية، وما يفاقم من صعوبة هذا التقدير هو النسبة الكبيرة للمهاجرين، إذ أن حوالي 20,000 نسمة، أي ما يقارب 10% من الغويانيين هم من المهاجرين وليسوا من السكان المقيمين. أما أبرز المجموعات العرقية فتشمل:
- الكريول: هم شعب ناتج عن اختلاط الأفارقة والفرنسيين. يمثلون أكبر مجموعة عرقية على الرغم من اختلاف التقديرات من حيث النسبة المئوية الدقيقة وذلك اعتمادًا على ما إذا كان يتم تضمين جالية هايتي الكبيرة ضمنهم أم لا. تُقدر نسبة الكريول عمومًا بحوالي 60 إلى 70% من مجموع السكان في حالة تضمين الجالية الهايتية (التي تضم ما يقرب من ثلث الكريول)، و 30 إلى 50% من المجموعات العرقية الأخرى.[39]
- الأوروبيون: ما يقرب من 14% من السكان هم من أصول أوروبية. الغالبية العظمى من هؤلاء هم من الفرنسيين وهناك أيضا من هم من أصول هولندية، إسبانية، إنكليزية وبرتغالية.

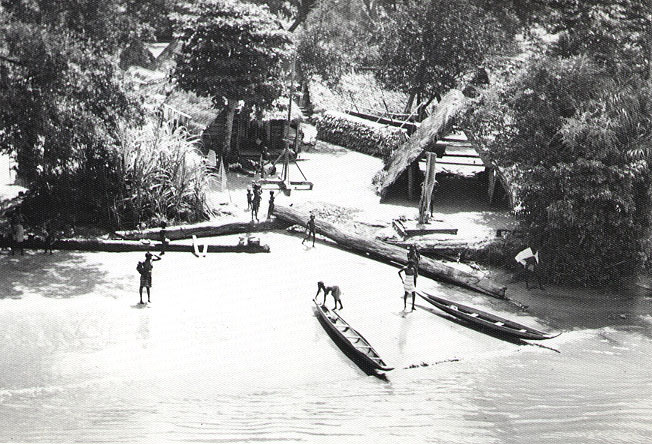
قرية للمارون على ضفاف نهر سورينام سنة 1955.

- الآسيويون: الطائفة الرئيسية من الآسيويين هم الصينيون (3.2% من هونغ كونغ وجيجيانغ) والهمونغ من لاوس (1.5%). وهناك مجموعات صغيرة كانت قد جاءت غويانا من بعض جزر الكاريبي، مثل جزر دومينيكا والقديسة لوسيا بشكل رئيسي. تضم المجموعات الآسيوية الأخرى هنود الشرق، اللبنانيون الفيتناميون.
- الأفارقة: إن أكبر المجموعات العرقية ساكنة داخل البلاد هي قوم المارون، الذين كانوا يعرفون سابقًا باسم «زنوج الدغل»، وهم خليط من السود الأفارقة والأمريكيون الأصليون. يتحدر المارون من العبيد الأفارقة، ويعيشون على طول نهر ماروني في المقام الأول. أما الجماعات الرئيسية من المارون فهي: الساراماكا، الأوكان (وكلاهما يعيش أيضًا في سورينام)، والبوني أو الألوكو.
- الأمريكيون الأصليون: في غويانا الفرنسية عدّة قبائل من الأمريكيين الأصليين هي: الأراواك، الكاريب، التيكو، الغاليبي المعروفون الآن بالكالينا، الباليكور، الوايامبي والويانا، وهم يمثلون ما تتراوح نسبته بين 3% و 4% من السكان. واعتبارًا من أواخر عقد التسعينات من القرن العشرين، ظهرت دلائل على وجود جماعة منعزلة من الوايامبي في عمق الأدغال الغوايانية.

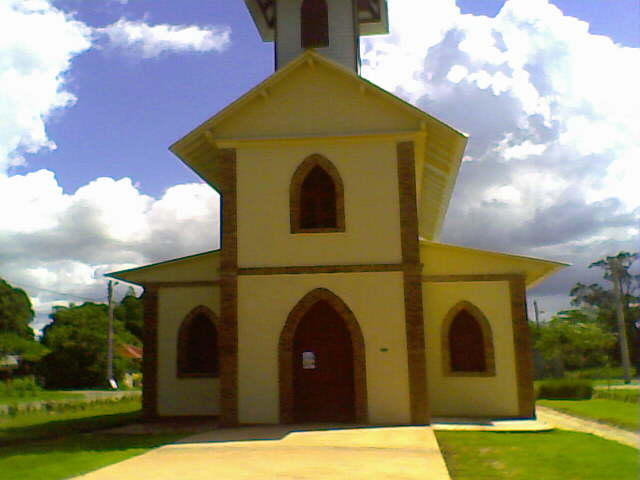
كنيسة القديس يوحنا المعمدان، معلم تاريخي في غويانا الفرنسية.

- العرب: توجد أقلية من العنصر العربي في غويانا الفرنسية،[40] ومعظم هؤلاء وصلوا البلاد بصفتهم معتقلين بسبب نضالهم ضد الاحتلال الفرنسي لبلادها، وأكثرهم تعود جذوره لبلاد المغرب العربي الثلاثة،[41] والبعض الأخر منهم وصل البلاد حديثًا عن طريق الهجرة.[42]

### الديانة
يعتنق أغلب سكان غويانا الفرنسية المسيحية دينًا على المذهب الروماني الكاثوليكي، وهناك أقلية من السكان مثل المارون وبعض قبائل السكان الأصليين، الذين حافظوا على دياناتهم الأصلية. أما شعب الهمونغ فهم مسيحيون كاثوليك بأغلبيتهم، نظرًا لتأثير المبشرين عليهم الذين أحضروهم لغويانا الفرنسية. عند إقفال معتقل كايين كان المسلمون يمثلون نسبة 8% من سكان غويانا الفرنسية والآن يبلغ عددهم أكثر من 6000 نسمة.
| 1790 تقدير                                                                                | 1839 تقدير | 1857 تقدير | 1891 تقدير | 1946 إحصاء | 1954 إحصاء | 1961 إحصاء | 1967 إحصاء | 1974 إحصاء | 1982 إحصاء | 1990 إحصاء | 1999 إحصاء | 2007 إحصاء | 2009 تقدير |
| ----------------------------------------------------------------------------------------- | ---------- | ---------- | ---------- | ---------- | ---------- | ---------- | ---------- | ---------- | ---------- | ---------- | ---------- | ---------- | ---------- |
| 14,520                                                                                    | 20,940     | 25,561     | 33,500     | 25,499     | 27,863     | 33,505     | 44,392     | 55,125     | 73,022     | 114,678    | 156,790    | 213,029    | 229,000    |
| الأرقام الرسمية من التعدادات السابقة وتقديرات المعهد الوطني للإحصاء والدراسات الاقتصادية. |            |            |            |            |            |            |            |            |            |            |            |            |            |

### معدل الخصوبة
استمر معدل الخصوبة الكلي في غويانا الفرنسية مرتفعًا منذ القدم، وما زال على هذه الحالة حتى اليوم حيث يُعتبر أعلى من المعدل الكلي لفرنسا الحضرية ومن معدل أقاليم ما وراء البحار الأربعة، وبالتالي فإن نسبة النمو السكاني في البلاد مرتفعة للغاية.
|                                                     | 1999 | 2000 | 2001 | 2002 | 2003 | 2004 | 2005 | 2006 | 2007 |
| --------------------------------------------------- | ---- | ---- | ---- | ---- | ---- | ---- | ---- | ---- | ---- |
| غويانا الفرنسية                                     | 3.87 | 3.93 | 3.79 | 3.73 | 3.77 | 3.47 | 3.79 | 3.80 | 3.71 |
| أقاليم ما وراء البحار الأربعة                       | 2.32 | 2.45 | 2.42 | 2.35 | 2.38 | 2.40 | 2.46 | 2.48 | 2.50 |
| فرنسا الحضرية                                       | 1.79 | 1.87 | 1.88 | 1.86 | 1.87 | 1.90 | 1.92 | 1.98 | 1.96 |
| المصدر: المعهد الوطني للإحصاء والدراسات الاقتصادية. |      |      |      |      |      |      |      |      |      |

## الثقافة

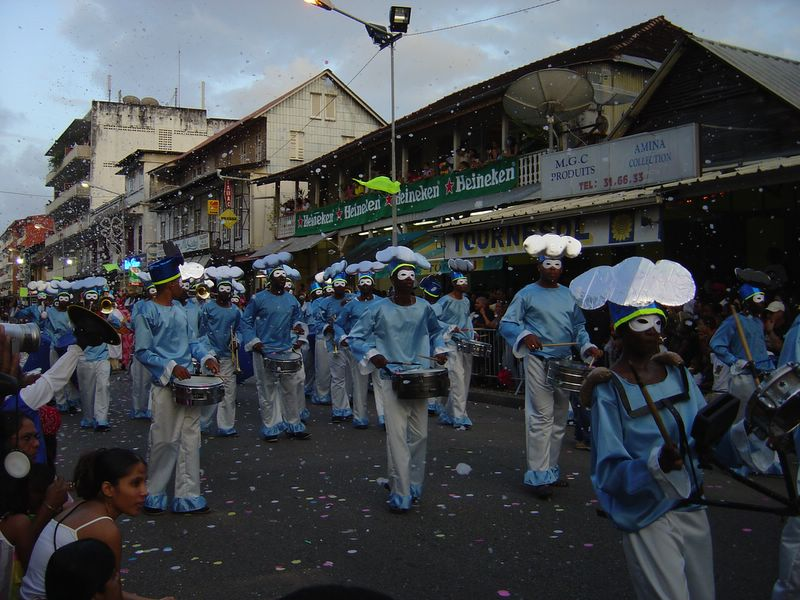
مواكب الكرنفال في كايين عام 2006.

تعتبر ثقافة غويانا ثقافةً متنوعة، ذلك أن كل مجتمع ومجموعة عرقية قاطنة الإقليم احتفظت بعاداتها وتقاليدها الخاصة، والقليل منها فقط مشترك بين الجميع. هناك عدة أسباب يمكن أن تفسر هذه الفسيفساء الثقافية، لعلّ أبرزها هو عزلة مختلف المجتمعات قاطنة الإقليم منذ القدم، كما في حالة المارون.

### الأعياد والمناسبات

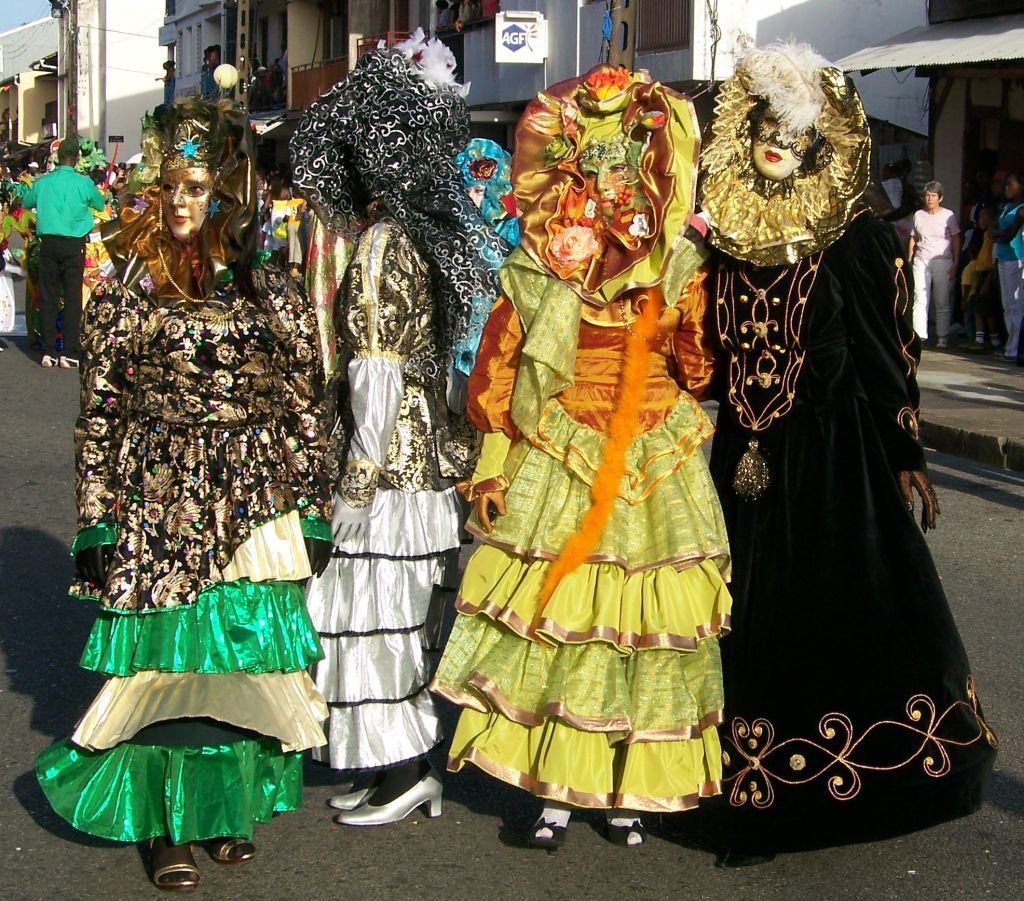
التولولو.

في غويانا الفرنسية عدد من الأعياد والمناسبات المطبوعة بطابع بلدي خاص، ومن هذه الأعياد:
- عيد القيامة في غويانا: يأكل الغويانيون في عيد القيامة حساء أوارا وهو طبق خاص بغويانا.[46][47][48]
- كرنفال غويانا: تأسس عام 1995،[49] وهو حدث رئيسي ينتظره الغويانيين كل سنة. يُحتفل به بعد ظهر يوم الأحد الواقع بين عيد الغطاس بداية شهر يناير وأربعاء الرماد في شهر فبراير أو مارس.[50][51] والكرنفال مسيرة يقوم بها أناس مقنعين[52] في مواكب حول عربات مزينة على وقع الآلات الإيقاعية والفرق النحاسية[53] وسط الجماهير المتكدسة على الأرصفة والمدرجات المعدة لهذا الغرض. كذلك تنضم في بعض الأحيان فرق برازيلية مماثلة لتلك التي تُشارك في كرنفال ريو، تتميز بإيقاعاتها وأزياءها المغرية.[54]

تشارك الجالية الآسيوية بكايين في الموكب بإدخال ميزتهم الرئيسية وهي التنانين. ومع بداية السهرة فيما بعد يجتمع التولولو في المراقص.

### اللغات
اللغة الرسمية في غويانا الفرنسية هي الفرنسية، ولكن هناك العديد من اللغات الأخرى المستعملة، فاللغات الرسمية الإقليمية تشمل: كريول غويانا الفرنسية، ست لغات أمريكية (أراواك، باليكور، اللغة الكاريبية، وايانا، وايامبي، اميريللون)، أربعة لهجات مارونية (ساراماكا، باراماكا، بوني، ندويوكا)، إضافة إلى المونغ. كما يتحدث السكان باستخدام بضعة لغات أخرى تشمل: البرتغالية، الهاكا، الإسبانية والإنكليزية.

## السياسة

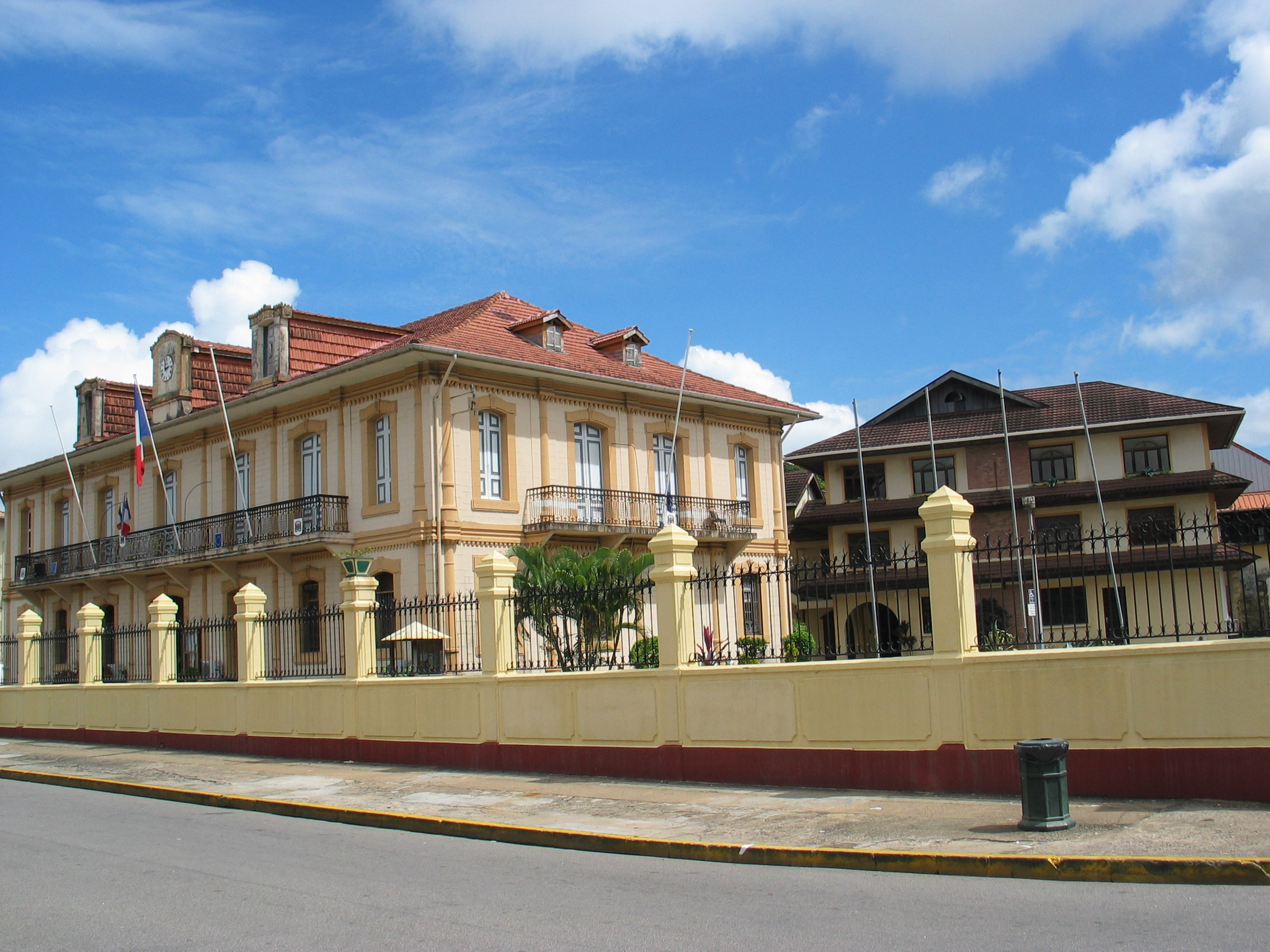
مقر بلدية كايين.

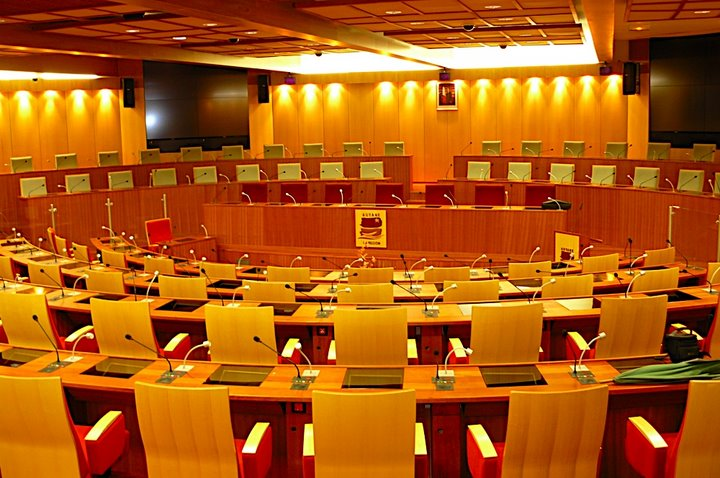
غرفة المداولة في المجلس الإقليمي لغويانا.

تشكل غويانا الفرنسية جزءًا من فرنسا وقطعة من الاتحاد الأوروبي، وهي الآن أكبر أقاليم الاتحاد خارج أوروبا بعد انسحاب غرينلاند في عام 1985.
تعتبر غويانا الفرنسية، إلى جانب الجيوب الأسبانية في أفريقيا (سبتة ومليلية)، إحدى ثلاثة أراضي غير جزرية تابعة للاتحاد الأوروبي خارج أوروبا ولها إحدى أطول الحدود الخارجية في الاتحاد.

### نظام الحكم
قائد الدولة هو الرئيس الفرنسي، ورئيس حكومتها هو الوزير الأول الفرنسي. تتمتع الحكومة الفرنسية ووزاراتها بسلطة واسعة تمكنها من النظر في طائفة من القضايا المناطة بالسلطة التنفيذية الوطنية، مثل الدفاع والشؤون الخارجية.
يعين رئيس فرنسا المحافظ كممثل له في رئاسة الحكومة المحلية في غويانا الفرنسية، ويقيم الأخير في مبنى المحافظة في العاصمة كايين. هناك هيئتان تشريعيتان تنتخبان على حد سواء: المجلس العام المكون من 19 عضوًا، والمجلس الإقليمي المكون من 34 عضوًا.
يمثل غويانا الفرنسية نائبين في الجمعية الوطنية الفرنسية، واحد يمثل بلديتي كايين وماكوريا والآخر يمثل باقي غويانا الفرنسية. تمثل الأخيرة أيضًا بنائب في مجلس الشيوخ الفرنسي. تعتبر غويانا الفرنسية محافظة تقليديًا، وإن كان الحزب الغوياني الاشتراكي لقى نجاحًا متزايدًا في السنوات الأخيرة وازدادت شعبيته.

### المشاكل الحدودية
يعتبر تدفق المهاجرين غير الشرعيين والمنقبين السريين عن الذهب من البرازيل وسورينام قضية مزمنة في غويانا الفرنسية، كما أن هناك نزاع حول خط الحدود مع سورينام الذي يشكله نهر ماروني الذي يتدفق عبر الغابات المطيرة، الأمر الذي يصعب على قوات الدرك والفيلق الأجنبي الفرنسي القيام بدوريات مراقبة.

### العلم

العلم المعاصر لغويانا الفرنسية.

إن علم غويانا الفرنسية يتكون من خلفية بيضاء عليها شعار يتألف من نجمة خماسية صفراء على رقعة زرقاء، يقع أسفلها شكل قارب برتقالي على رقعة خضراء فوق خطين برتقاليين متموجين. وكُتب فوق هذا الشعار عبارة GUYANE، وأسفله LA RÉGION.[بحاجة لمصدر]
وفي 29 يناير سنة 2010، اعتمد المجلس العام لغويانا الفرنسية علمًا جديدًا لم يعترف به المجلس الإقليمي، وهذا العلم يتكون من مثلثين أحدهما أخضر والأخر أصفر، ومن نجمة حمراء في الوسط. يُمثل اللون الأخضر لون الغابات المطيرة التي تشتهر بها البلاد، ويمثل الأصفر الذهب والمعادن الأخرى الوفيرة في المنطقة، بينما تمثل النجمة الحمراء النظام الاشتراكي. يُعتبر هذا العلم مطابقًا لعلم الاتحاد التجاري المؤيد للاستقلال عن فرنسا، وعلم الحزب اليساري المتطرف المعروف باسم حركة التحرر الاجتماعي وإنهاء الاستعمار (بالفرنسية: Mouvement de décolonisation et d'émancipation sociale؛ اختصارًا: MDES)

## القوات المسلحة في غويانا
- في يوليو 2009، أصبح قائد القوات المسلحة في غويانا هو الفريق أول جون بيار هيستان. يصل عدد الجنود في غويانا إلى 1900 جندي، ومن المرتقب رفع عدد القوات في الفترة الممتدة بين عاميّ 2014 و2015، أما الفرق العسكرية فتشمل:[63]
  - الفوج الخارجي للمشاة 3 (3e REI) بكوروا (الفيلق الأجنبي)
  - فوج مشاة البحرية 9 (9e RIMa) بكايين، مادلين.
  - الدرك الوطني، مقسم إلى درك إقليمي موزع على 16 فرقة الموجودة بالإقليم.
  - فوج الخدمة العسكرية المكيف بغويانا، موجود بسان جون دو ماروني مع مفرزة في كايين.
- كذلك توجد مفارز لأجسام الجيش الأخرى، منها:
  - فصيلة من القوات الجوية مقرها القاعدة الجوية 367 لمطار روكامبو، وهي تنتظر تسليم مركبات جوية.[63]
  - فصيلة من البحرية الوطنية مركزها القاعدة البحرية بديغرا دي كان.
  - مفرزة من لواء حرائق وإطفاء باريس بكوروا يضمن حماية الأشخاص والممتلكات بمركز غويانا للفضاء.

## النقل

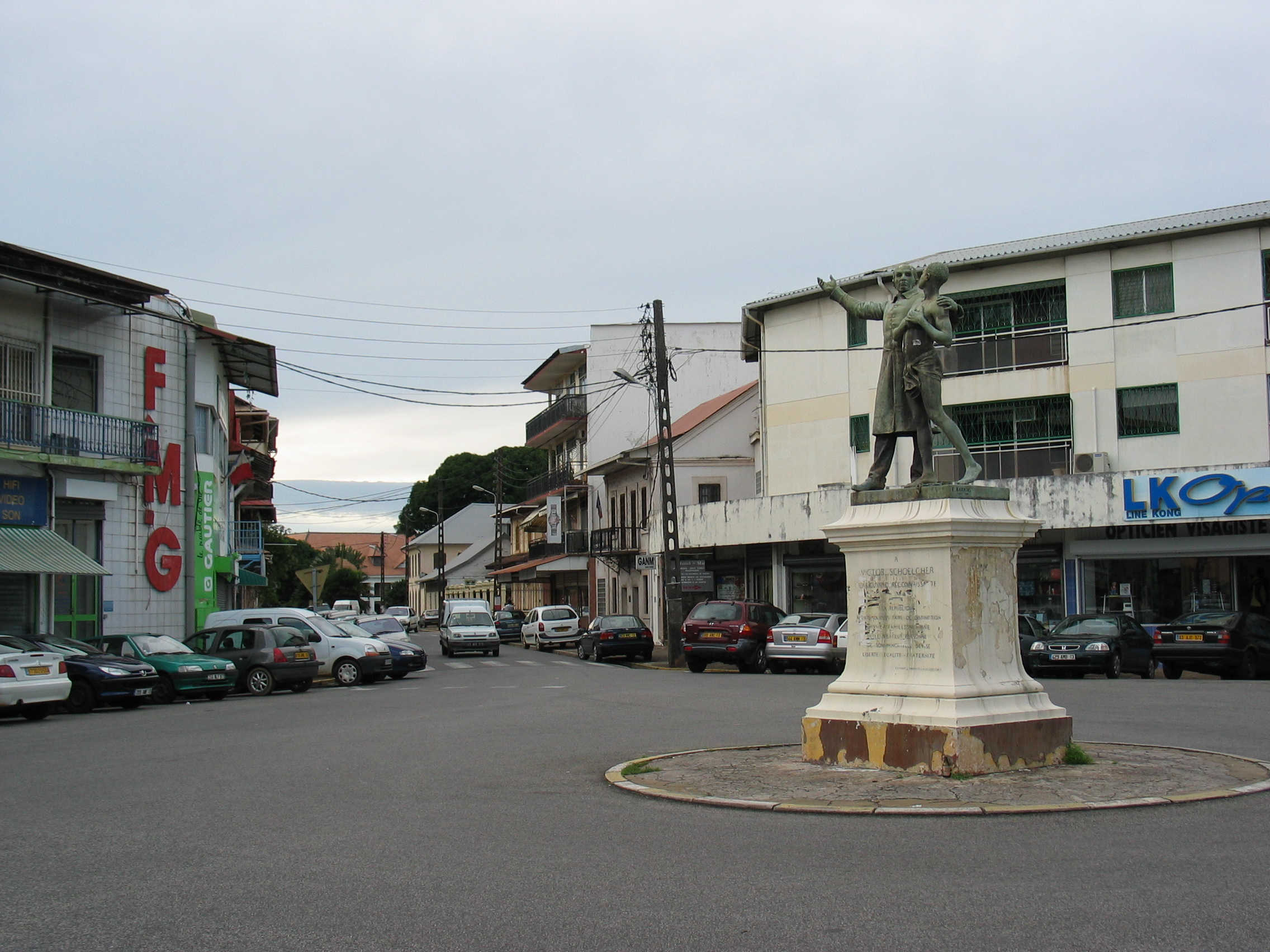
شارع في كايين.

تمتلك غويانا الفرنسية مطارًا دوليًا هو مطار كايين روكامبوا الموجود ببلدية ماتوري، الضاحية الجنوبية لكايين. تقدم شركة الخطوط الجوية الفرنسية بالإضافة لخطوط الكاريبي وكورسرفلاي ثلاث رحلات يوميًا إلى باريس (مطار أورلي). وهناك أيضًا رحلات إلى فور دو فرانس، بوانت أبيتر، بورت أو برنس، ميامي وبيليم.
يعتبر ميناء ديغرا دي كان ميناء غويانا الفرنسية الرئيسي، وهو يقع على خور نهر ماهوري في بلدية ريمير-مونتجولي ضاحية جنوب شرق كايين، وتمر كل صادرات وواردات غويانا الفرنسية تقريبًا عبره. شُيد هذا الميناء في عام 1969 ليخلف ميناء كايين القديم الذي شهد ازدحامًا ولم يعد يلائم حركة المرور الحديثة.
وفي عام 2004، افتتحت طريق معبدة من ريجينا إلى سان جورج دي لويابوك، وهي بلدة على الحدود البرازيلية، لاستكمال الطريق من كايين إلى الحدود البرازيلية. وبهذا أصبح من الممكن الآن التنقل على الطرق المعبدة من سان لوران دو ماروني على طول حدود سورينام وصولاً إلى سان جورج دي لويابوك على الحدود البرازيلية.
بعد إبرام معاهدة دولية بين فرنسا والبرازيل في شهر يوليو من سنة 2005، يجري حاليًا بناء جسر نهر أويابوك فوق نهر أويابوك، الذي يرسم الحدود مع البرازيل، ومن المقرر افتتاحه في عام 2010. وسيكون هذا الجسر أول معبر بري يتم افتتاحه بين فرنسا والبرازيل، وبين غويانا الفرنسية وبقية العالم في واقع الأمر، إذ لا يوجد أي جسر آخر عبر نهر أويابوك أو نهر ماروني الذي يرسم الحدود مع سورينام، حيث يتم النقل هناك عن طريق العبارات إلى ألبينا بسورينام. وعند افتتاح الجسر، سيصبح بإمكان المرء القيادة دون انقطاع من كايين إلى ماكابا.

## البيئة، الحياة البرية، والغابات

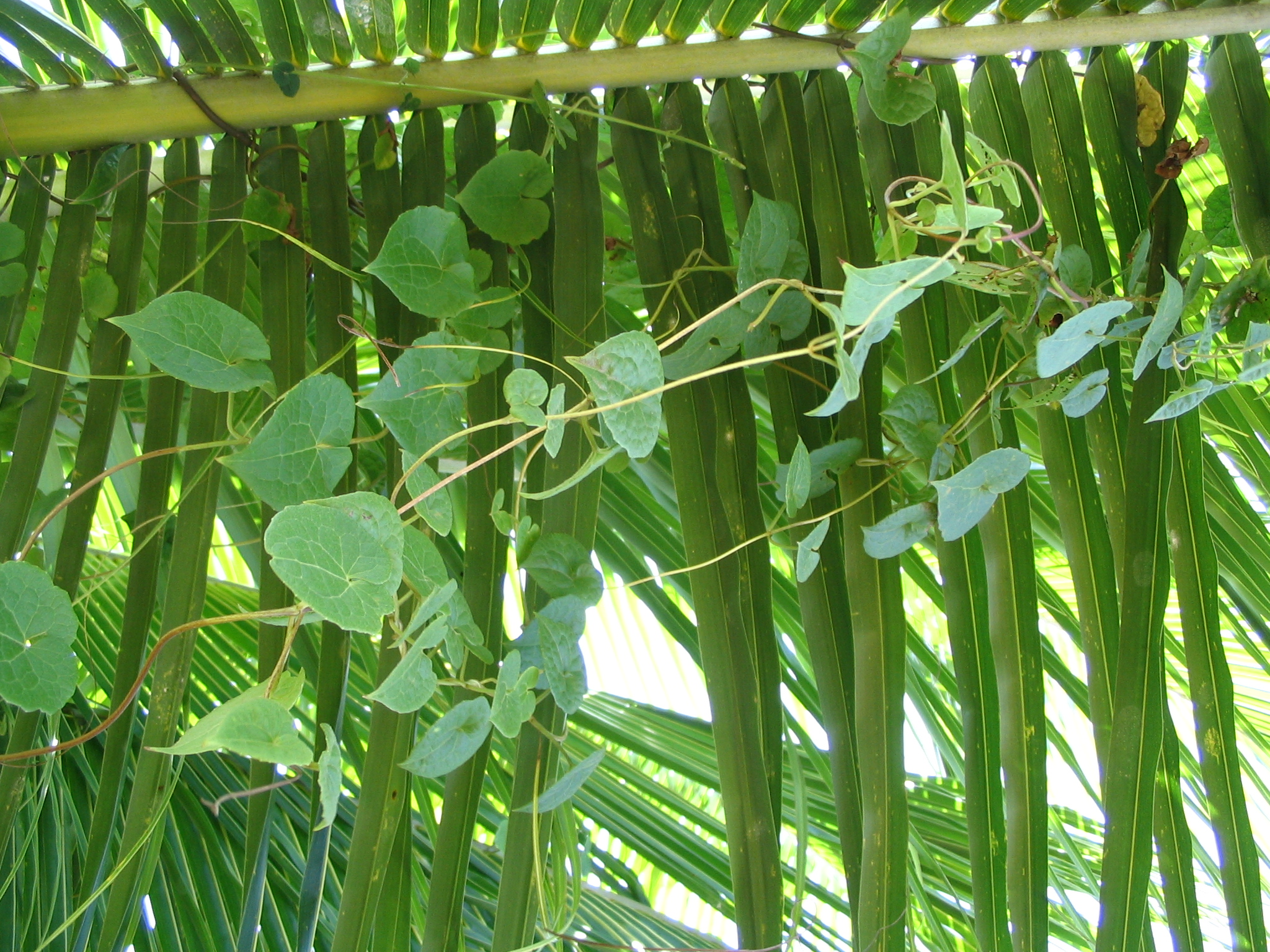
نبتة متعرشة فوق غصن نخلة قرب بحيرة في كوروا.

تعتبر هذه المنطقة من بين أكثر مناطق العالم غنى بالالتنوع الأحيائي الحيواني والنباتي.

### الوضع القانوني
تعد غابة غويانا إحدى أغنى غابات العالم، وهي غابةً ابتدائية ذات تنوع أحيائي كبير، وتشكل جزءًا من حديقة غويانا الأمازونية والمحميات الطبيعية الست الأخرى، كذلك فقد أوصى كل من الإتحاد العالمي للحفاظ على الطبيعة (IUCN) والاتحاد الأوروبي ببذل جهود خاصة لحماية هذه المنطقة.
أقدمت منظمة بيئة غرونيل على اقتراح مشروع قانون غرونيل II (في المادة 49، لعام 2009) بهدف إنشاء كيان مسؤول عن غويانا لتنفيذ سياسات التعرف والمحافظة على التراث الطبيعي للأمازون في مجالات: الحياة البرية والنباتية، الموائل الأرضية الطبيعية وشبه الطبيعية، النهرية والساحلية وسير النظم البيئية، والمساعدة على تنفيذ السياسات البيئية التي قامت بها الدولة والسلطات المحلية والمؤسسات الخاصة بهما. تنص المادة 64 من مشروع القانون على مخطط جهوي لتوجيه التعدين في غويانا، يعزز التعدين بما يتفق مع متطلبات حماية البيئة.

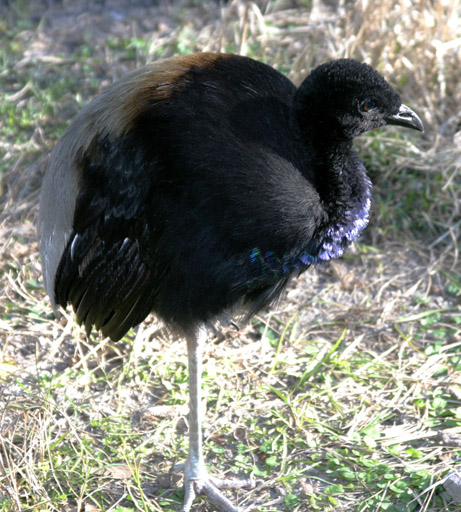
المبوق رمادي الجناحين: نوع من الطيور يوجد في غويانا الفرنسية.

### التربة
من المفارقات أن غابة غويانا المطيرة تزدهر فوق أفقر أنواع التربة في العالم، التي تفتقر لعدد من المغذيات مثل النيتروجين، البوتاسيوم، الفوسفور، والمواد العضوية، ولهذا السبب ولأن هذه المنطقة شكلت مأوى لأنواع مختلفة من الحيوانات خلال فترات الجفاف والعصور الجليدية التي تعرضت لها الأرض، يمكن القول أن هذه الغابة تأوي نظمًا بيئية فريدة تعد من بين الأكثر ثراءً وهشاشةً في العالم: غابات مطيرة ابتدائية طاعنة في القدم، أيكة ساحلية، سافانا، جزر جبلية (جبال جزيرية أو التلال المنعزلة) والعديد من أنواع الأراضي الرطبة.
تعد الحموضة أحد أسباب تواضع تربة غويانا، فهي تجبر المزارعين على إضافة الجير للحقول وممارسة الزراعة التقليدية باستخدام الرماد. تجدر الإشارة إلى أن مواقع للأرض السوداء (تربة صنعية أو ذات منشئ بشري) قد تم اكتشافها في الإقليم خاصة قرب الحدود مع البرازيل مما أطلق عدّة بحوث لاختصاصيين متعددين بهدف معرفة نمط نشوء هذه التربة الأغنى على وجه الكوكب، ومن النظريات التي قيل بها تلك التي تقول بأن وجود الغابات المطيرة ذاتها يرجع إلى أنشطة قام بها البشر في الماضي، ذلك أن تفحيمهم الأراضي أدى إلى تخصيبها وسمح بنمو أنواع مختلفة من الأشجار.

### الأنواع النباتية والحيوانية

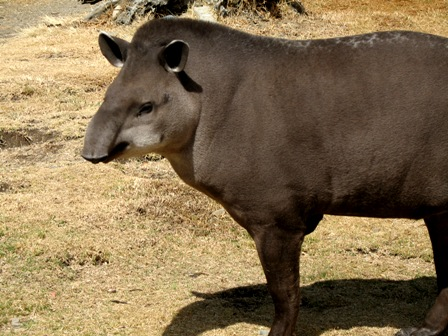
التابير البرازيلي، أكبر أنواع الثدييات في غويانا الفرنسية.

تم تصنيف 5500 نوع نباتي من بينها أكثر من ألف نوع من الأشجار، بالإضافة إلى 700 نوع من الطيور، 177 نوع من الثدييات، وأكثر من 500 نوع من الأسماك من بينها 45% مستوطنة (أسماك البرك وأسماك الجداول) و 109 نوع من البرمائيات. أما الكائنات الحية الدقيقة فهي أكثر عددًا حتى لا سيما في الشمال، وهي تنافس بتنوعها تنوع منطقة الامازون البرازيلية، وجزر بورنيو وسومطرة. يضم هذا الإقليم الفرنسي وحده ما لا يقل عن 98% من الفقاريات و 96% من النباتات الوعائية في فرنسا.

### التهديدات والحماية
تشمل التهديدات التي يتعرض لها النظام البيئي الغوياني: تجزئة المناظر الطبيعية بشبكات الطرق، التي لا تزال منخفضة بالمقارنة مع نظيراتها في غابات دول أمريكا الجنوبية الأخرى؛ تأثيرات سد الشلال الصغير وعمليات استخراج الذهب التقليدي على مستوى مياه الأنهر ودرجة نقاوتها؛ الصيد غير القانوني الميسر بسبب إنشاء العديد من المسارات واستخدام الدراجات الرباعية.
لا يزال استغلال الغابات الغويانية معتدلاً بسبب عدم وجود الطرق من جهة وصعوبة المناخ والتضاريس من جهة أخرى. صدرت لائحة 28 يوليو لسنة 2005 تمديدًا لقانون الغابات الفرنسي بغويانا ولكن مع إدخال تعديلات واستثناءات مهمة عليه في نهج يُراد منه تحقيق التنمية المستدامة، حيث نص على منح امتيازات أو منح من قبل السلطات المحلية للأشخاص الذين كانوا يستمدون رزقهم من الغابة مقابل توقفهم عن القيام بأي نشاط من شأنه الاضرار بها، ذلك أن قطع الأشجار والصيد قد يكون له نتائج خطيرة على النظام البيئي الغوياني الضعيف أساسًا، لأن الوسائل المستخدمة في ذلك تطورت وتفاقم خطرها.
في غويانا الفرنسية حديقة وطنية وست محميات طبيعية تهدف لحماية الموائل والأنواع الفريدة، التي تُشكل نصف التنوع الحيوي الفرنسي، ففي هذا الإقليم وحده الذي تصل مساحته إلى 86504 كيلومتر مربع، يمكن العثور على: 29% من النباتات، 55% من الفقاريات العليا (الثدييات، الطيور، الأسماك...) و 92% من الحشرات الخاصة بفرنسا.
ومن أهم المحميات في غويانا الفرنسية محمية أمانا الطبيعية الواقعة في بلدية أوالا-ياليمابو غربي البلاد، والتي تشكل شواطئها مواقع تعشيش استثنائية للجآت، وهي من بين أهم المواقع في العالم بالنسبة للجأة جلدية الظهر.

## الأعلام

### الرياضة

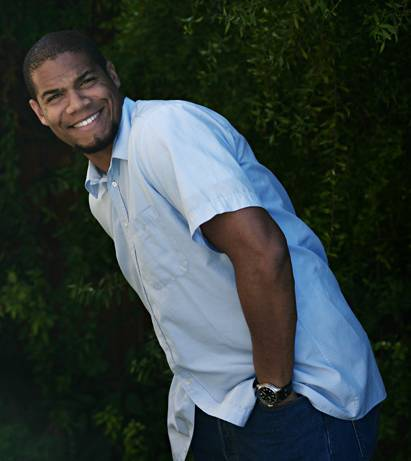
طارق عبد الواحد.

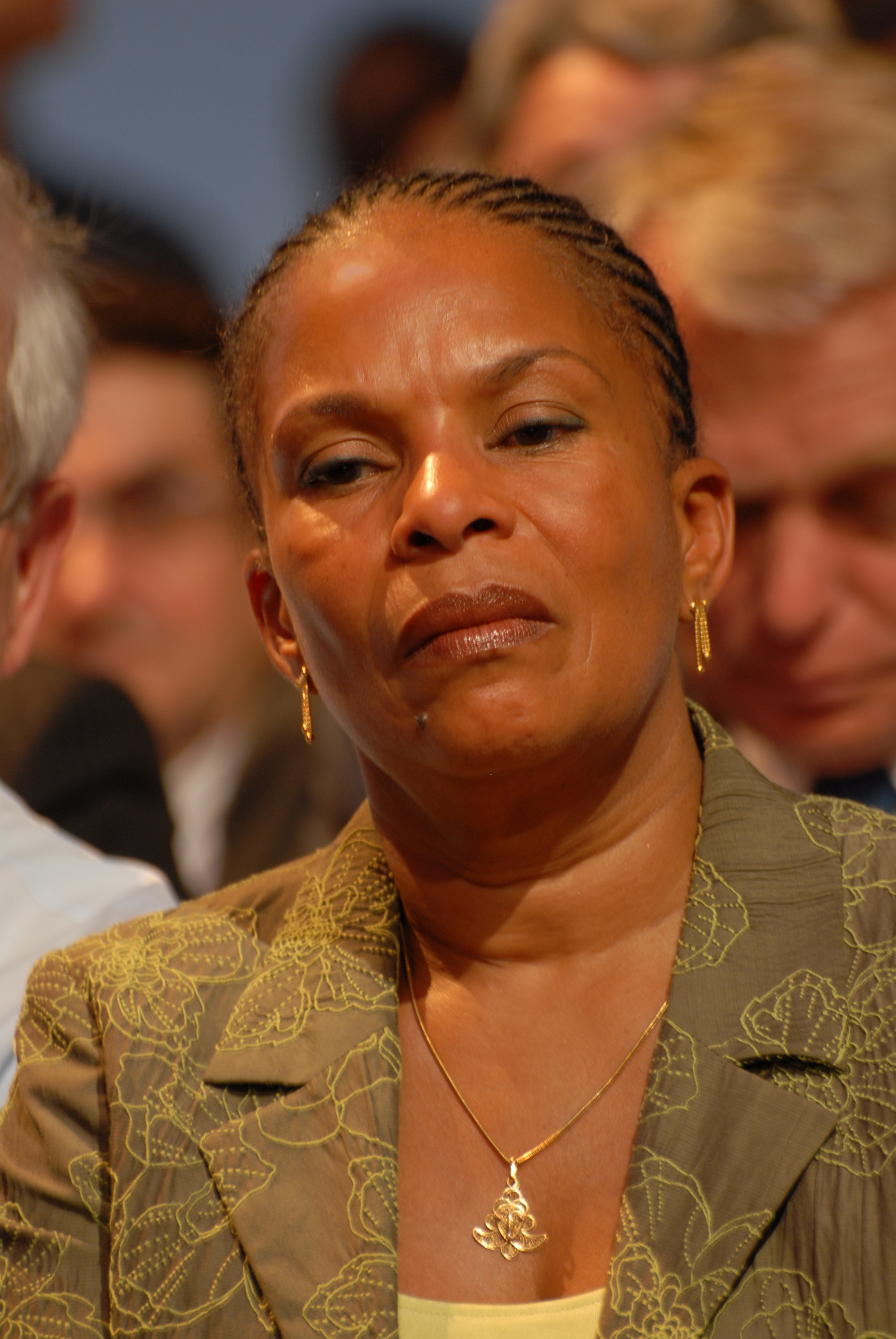
كريستيان توبيرا.

يعمل اتحاد غويانا لكرة القدم على تنظيم المسابقات الوطنية والمباريات الدولية لمنتخب البلاد. يشارك منتخب غويانا في منافسات الكأس الذهبية، كأس الكاريبي، وكأس ما وراء البحار لكرة القدم. تشارك أندية غويانا الفرنسية في بطولات محلية كدوري غويانا لكرة القدم، كأس غويانا لكرة القدم، وأخرى دولية مثل كوبا غويانا. كذلك يشارك رياضيو غويانا الفرنسية في الألعاب الأولمبية تحت راية فرنسا شأنهم في ذلك شأن باقي الأقاليم الفرنسية.
قدمت غويانا الفرنسية عددًا من النجوم الرياضيين الفرنسيين، مثل لاعب كرة القدم فلورينت مالودا، مبارز سيف الشيش أولريش روبيري، لاعبة الجودو لوسي ديكوس، والسبّاحة ماليا ميتيلا. ومن الرياضيين الآخرين ذوي الأصول الغويانية:
- طارق عبد الواحد، لاعب كرة سلة فرنسي محترف.
- جان كلود دارتشفيل، لاعب كرة قدم مهاجم، انتقل إلى نادي رينجرز بعد أن لعب فترة مع نادي بوردو، في صيف سنة 2007.
- مارك أنطوان فورتون، لاعب كرة قدم مهاجم، يلعب مع نادي سلتيك في غلاسكو باسكتلندا.
- برنار لاما، لاعب كرة قدم فرنسي دولي سابق.
- فلورينت مالودا، لاعب كرة قدم فرنسي دولي يلعب مع نادي تشيلسي.
- سيريل ريغز، لاعب سابق في فريق ويست بروميتش آلبيون ومنتخب إنكلترا.

### السياسة
- ليون بيرتران، سياسي فرنسي.
- ألفرد درايفوس، ضابط عسكري فرنسي، سُجن في غويانا الفرنسية بعد اتهامه بالتجسس.
- أنطوان كرم، عضو مجلس شيوخ ممثل لغويانا الفرنسية في مجلس الشيوخ الفرنسي.
- غاستون مونرفيل، سياسي ومحام فرنسي.
- كريستيان توبيرا، سياسية فرنسية ورئيسة حزب «والواري».

### الفن
- ليون داماس، شاعر فرانكوفوني، يشتهر بتأثيره على إحدى الحركات الأدبية المعاصرة المعروفة باسم «الزنجانية».
- هنري سالفادور، مغن فرنسي شهير، يُعتبر أحد ملهمي حركة البوسا نوفا.
- إسماعيل أوربان، صحفي ومترجم فرنسي، مولود في كايين. درس اللغة العربية في مصر وأتقنها واعتنق الإسلام،[80] ثم عمل مترجمًا للسلطات الفرنسية في الجزائر.

## الرموز
- غويانا الفرنسية: في معيار أيزو 3166-1 (قائمة رموز الدول)
- .gf: وفقا لأسماء مجالات الإنترنت.
- F-O: حسب سوابق تسجيل الطائرات
- GF: في معيار أيزو 3166-1 رمز ألفا-2
- SO: حسب رموز المطارات حسب المنظمة الدولية للطيران المدني

## وصلات خارجية
- الموقع الرسمي لمنطقة غويانا.
- الموقع الرسمي لولاية غويانا.
- الموقع الرسمي للمجلس العام بغويانا.
- لجنة السياحة بغويانا.
- خريطة ونص للمنطقة عام 1883 مأخوذة من أطلس فويمين.
- فئة غويانا الفرنسية من مشروع الدليل المفتوح.
- كتاب قانون غويانا الفرنسية صادر عن مطبعة الملك بكايين والمنشور في أغسطس 1824 من موقع غوغل للكتب.